# Тоя (озеро)
Тоя (яп. 洞爺湖) — кратерное озеро в Японии, расположенное на территории национального парка Сикоцу-Тоя в юго-западной части острова Хоккайдо.

## Описание
Озеро имеет почти круглую форму. Его размеры — 9 километров с севера на юг и 11 — с запада на восток. Площадь его поверхности — 69,4 км². Лежит озеро на высоте 84 метра над уровнем моря. Его средняя глубина равна 117 метрам, максимальная достигает 179 метров. Объём озера равен 8,19 км³. Площадь водосборного бассейна — 101,6 км². Располагается в плейстоценовой вулканической кальдере; большая часть скал вокруг сложена неогеновыми андезитами.
В середине озера находится крупный остров Накадзима. Из юго-восточной части Тои вытекает ручей Собецу, правый приток реки Осару. Впадает в озеро от 50 до 60 маленьких ручейков, крупнейший — Хоробецу — впадает с севера.

## Галерея
- Закат над озером
- Лебеди на озере Тоя
- Карта озера
- Теплоход на озере Тоя
- Храм у озера Тоя
- Один из видов на озеро